# Skream
Skream (Bromley (Londen), 1 juni 1986), pseudoniem van Oliver Jones, is een Britse muziekproducent. Hij staat bekend als een van de eerste en meest bekende dubstep-producers. Tevens is hij deejay op de Londense piratenzender Rinse FM en geeft hij optredens over de hele wereld. Skream zit ook samen met Artwork en Benga in de band Magnetic Man.

## Ontstaan
Op zijn 15de vertoonde Jones veel interesse in de donkere kanten van UK garage, en besloot om zelf aan de slag te gaan met muziek. Hij leerde vooral veel van zijn broer, Hijak, die destijds nog deel uitmaakte van de Internatty Crew, een toenmalige groep van jungleliefhebbers waarin o.a. Grooverider zat.
Via Hijak kwam Jones ook in contact met Benga, beiden waren ze geïnteresseerd in muziek maken en werden goede vrienden die veel invloed op elkaar hebben gehad en nog altijd hebben.
Niet veel later kreeg hij een klein baantje in de Croydonse platenzaak Big Apple Records, waar hij in contact kwam met meerdere mensen die muzikaal dezelfde interesses vertonen. Zo ontmoette hij o.a. Hatcha en Youngsta, twee belangrijke DJ's, maar hij ontmoette ook Coki en Mala van Digital Mystikz en Loefah.
Vooral deze laatste hebben een grote invloed op hem gehad, het was namelijk onder hun invloed dat Skream meer gevoel kreeg voor melodie en kleur in zijn producties.
Hatcha bleek zeer geïnteresseerd te zijn in het werk van de jonge Skream en Digital Mystikz, en besloot hun producties te draaien. De tracks van hen maakten vooral veel indruk op het publiek van het nu al legendarische event FWD>> in Shoreditch, Groot-Brittannië. Omdat FWD>> toen al door bekendere mensen bezocht werd,
verspreidde de sound van het toen prille dubstep zich al snel.

## Hedendaags
Al sinds 2006 is Skream een van de meeste gewaardeerde producers en DJ's. Hij heeft al talloze optredens achter de rug in Europa, maar ook in de Verenigde Staten en Azië. Ondanks het drukke schema blijft hij nog zeer actief als producer, uit interviews blijkt zelfs dat hij nog duizenden niet afgemaakte tracks heeft.
Hij heeft als producer al meerdere tracks uitgebracht op diverse labels als Tectonik, Big Apple Media en Tempa, maar ook vele anderen. Het was namelijk vooral Midnight Request Line, uitgebracht op Tempa, dat zijn naam echt op de kaart zette.
Skream behaalde in 2009 een positie in de Engelse Top 10 door zijn remix van het nummer "In for the kill" door La Roux.
In 2020 doet hij een samenwerking met de housegroep CamelPhat op hun album Dark Matter.

## Discografie

### Albums
| Album met eventuele hitnotering(en) in de Nederlandse Album Top 100 | Datum van verschijnen | Datum van binnenkomst | Hoogste positie | Aantal weken | Opmerkingen |
| ------------------------------------------------------------------- | --------------------- | --------------------- | --------------- | ------------ | ----------- |
| Skream!                                                             | 30-10-2006            | -                     |                 |              |             |
| Outside the box                                                     | 09-08-2010            | -                     |                 |              |             |
| The Freeizm Album                                                   | 25-12-2010            | -                     |                 |              |             |

### Singles
| Single met hitnotering(en) in de Vlaamse Ultratop 50 | Datum van verschijnen | Datum van binnenkomst | Hoogste positie | Aantal weken | Opmerkingen   |
| ---------------------------------------------------- | --------------------- | --------------------- | --------------- | ------------ | ------------- |
| Anticipate                                           | 14-11-2011            | 19-12-2011            | tip2            | -            | met Sam Frank |

## Trivia
- Skream heeft al meer dan 100 singles uitgebracht maar tot nu toe heeft maar één single de hitlijsten in de Benelux gehaald.[2]